# Agapetes mannii
Agapetes mannii är en ljungväxtart som beskrevs av William Botting Hemsley. Agapetes mannii ingår i släktet Agapetes och familjen ljungväxter. Inga underarter finns listade i Catalogue of Life.